# Mitridates V d'Ibèria
Mitridates V o Mihrdat V d'Ibèria (en georgià: მირდატ V, llatinitzat Mithridates) fou un rei d'Ibèria de la dinastia dels Cosròides, que va regnar del 435 al 447.
Era fill d'Artxil al qui va succeir, segons diu a les cròniques georgianes, on també es diu que va regnar 12 anys. Com el seu pare és considerat un rei pietós.
Mihrdat V es va casar amb Sagdukht, la filla de Barzabod que és presentat a la crònica com marzban persa, eristhavi de Ran, i que Cyril Toumanoff considera un príncep de Gardam a Aghúania, de la dinastia mihrànida. Mihrdat i Sagdukht van tenir tres fills:
- Khwarandze (nascuda vers el 436), esposa de Bakur II o Bacurius II (vers 449/455), vitaxe de Gogarene de la dinastia dels Mihrànides;
- Varan-Khosro-Tang o Vakhtang, el successor
- Mihrandukht (nascuda vers 441), de la qual l'educació fou confiada al spasalar de Casp, i que fou casada amb un rei sassànida.

El rei Mihrdat va morir un any després del naixement de la seva segona filla i va deixar el tron al seu fill (de 7 anys), Vakhtang, que fou conegut com a Vakhtang I Cap de Llop.